# Ceratopogon fumipennis
Ceratopogon fumipennis är en tvåvingeart som beskrevs av Remm 1974. Ceratopogon fumipennis ingår i släktet Ceratopogon och familjen svidknott. Inga underarter finns listade i Catalogue of Life.